# Saïd Aouita
Saïd Aouita (arab. سعيد عويطة, ur. 2 listopada 1959 w Al-Kunajtirze) – marokański lekkoatleta, średnio- i długodystansowiec, mistrz olimpijski.

## Kariera sportowa
Był biegaczem, który odnosił światowe sukcesy na dystansach od 800 metrów do 10 000 metrów. Między wrześniem 1983 a wrześniem 1990 wygrał 115 ze 119 biegów, w których uczestniczył. Pokonał na swych koronnych dystansach mistrzów olimpijskich Joaquima Cruza, Petera Rono, Johna Ngugi i Alberto Covę. Pokonali go tylko mistrz świata Steve Cram na 1500 metrów, brązowy medalista olimpijski Alessandro Lambruschini na 3000 metrów z przeszkodami, mistrzowie olimpijscy Paul Ereng i Joaquim Cruz na 800 metrów i mistrz świata Yobes Ondieki na 5000 metrów.
Zwyciężył w biegu na 1500 metrów na uniwersjadzie w 1981 w Bukareszcie. Zdobył brązowy medal na tym dystansie na mistrzostwa świata w 1983 w Helsinkach. W finale tempo przez pierwsze 1000 m było wolne, co nie sprzyjało Aouicie, który na finiszu został wyprzedzony przez lepszych sprinterów Steve’a Crama z Wielkiej Brytanii i Steve’a Scotta ze Stanów Zjednoczonych. W następnym miesiącu zwyciężył w biegach na 800 metrów i na 1500 metrów podczas igrzysk śródziemnomorskich w Casablance.
Na igrzyskach olimpijskich w 1984 w Los Angeles startował na 5000 metrów. Portugalczyk António Leitão podyktował mocne tempo biegu finałowego; Aouita wyprzedził go na ostatnim okrążeniu i wygrał przed Markusem Ryffelem ze Szwajcarii i Leitão.
W 1985 ustanowił dwa rekordy świata: najpierw na w biegu na 5000 metrów (13:00,40 uzyskany 27 lipca w Oslo), a potem na 1500 metrów (3:29,46 23 sierpnia w Berlinie). Został uznany Lekkoatletą Roku Track & Field. W 1986 był zwycięzcą Grand Prix IAAF w klasyfikacji Generalnej (powtórzył to osiągnięcie w 1988 i 1989). W 1987 poprawił rekordy świata w biegu na 2000 metrów (4:50,08 16 lipca w Paryżu) i na 5000 metrów (12:58,29 22 lipca w Rzymie) stając się pierwszym człowiekiem w historii, który przebiegł ten dystans poniżej 13 minut. Zdobył złoty medal na dystansie 5000 metrów na mistrzostwa świata w 1987 w Rzymie, wyprzedzając Domingosa Castro z Portugalii i Jacka Bucknera z Wielkiej Brytanii. Zwyciężył na igrzyskach śródziemnomorskich w Latakii w biegach na 1500 metrów i na 5000 metrów, a w biegu na 3000 metrów z przeszkodami zdobył srebrny medal.
Na igrzyskach olimpijskich w 1988 w Seulu zdecydował się startować na krótszych dystansach. Doznał jednak kontuzji ścięgna. Mimo to zdobył brązowy medal w biegu na 800 metrów (za Paulem Erengiem i Joaquimem Cruzem). Bardzo szybki bieg spowodował nasilenie się kontuzji i chociaż Aouita zakwalifikował się do półfinału biegu na 1500 metrów, nie wystartował w nim. W 1989 zwyciężył w biegu na 3000 metrów na halowych mistrzostwach świata w Budapeszcie (przed José Luisem Gonzálezem z Hiszpanii i Dieterem Baumannem z RFN, a później ustanowił rekord świata na tym dystansie na otwartym stadionie wynikiem 7:29,45 (28 czerwca 1989 w Kolonii). Zwyciężył w biegu na 5000 metrów w zawodach pucharu świata w 1989 w Barcelonie.
Późniejsza kariera Aouity była przerywana kontuzjami. Zajął dopiero 11. miejsce w biegu na 1500 metrów na mistrzostwach świata w 1991 w Tokio. Z powodu kontuzji nie uczestniczył w igrzyskach olimpijskich w 1992 w Barcelonie. Próby powrotu w 1993 i 1995 były nieudane.